# Schupfnudel
Les Schupfnudeln (« nouilles roulées » en allemand), appelés aussi Fingernudeln (« nouilles en doigt ») ou Bubespitzle (littéralement « zizi de garçon ») dans certaines parties du Bade-Wurtemberg, sont des sortes de quenelles ou nouilles épaisses typiques de la cuisine du sud de l'Allemagne et de l'Autriche, similaires aux gnocchis italiens plus connus au niveau international.
On les prépare généralement avec de la farine de blé ou de seigle et des œufs. Depuis l'introduction de la pomme de terre en Allemagne au XVIIe siècle, on utilise aussi ce tubercule. Ils sont souvent servis comme plat salé avec de la choucroute mais on les sert aussi en dessert.

## Appellations régionales
Bien qu'on puisse en trouver dans toute l'Allemagne, les Schupfnudeln sont particulièrement  populaires dans la cuisine de Bade et de Souabe. On les appelle Schupfnudeln, ce qui signifie « nouilles roulées », Baunzen ou encore Bubenspitzle.
Dans la cuisine bavaroise, on les connaît sous le nom de Fingernudeln (« nouilles doigts »), Dradewixpfeiferl, Kartoffel- ou Erdepfebaunkerl (« Baunkerl de pommes de terre ») ou Schupfnudeln et dans le Haut-Palatinat, on les appelle Schopperla ou Schoppala.
Dans la région de l'Odenwald, leur nom est Krautnudeln (« nouilles de chou ») et dans le Palatinat, on les appelle Buwespitzle.  Les Bauchstecherla de Franconie sont un peu plus fins et plus pointus.
Un type particulier de ces nouilles, appelé Mohnnudel (« nouilles au pavot »), se consomme dans l'Altbayern (ancienne Bavière) et en Autriche.

## Préparation
Les recettes les plus simples utilisent une pâte faite seulement de farine de seigle et d'eau, mais beaucoup de recettes emploient des pommes de terre écrasées, de la farine de blé et des œufs. La pâte est pétrie puis roulée en forme de cylindre long et fin et tronçonnée en morceaux d'environ 4 cm de long, qui sont ensuite roulés pour prendre la forme typique des Schupfnudeln. Ceux-ci sont ensuite cuits à l'eau salée pendant quelques minutes ou mis à frire.
On peut les préparer soit comme plat salé, avec du beurre de sauge ou de la choucroute, soit comme plat sucré avec des graines de pavot, du sucre et de la cannelle. Il est nécessaire dans tous les cas que ces nouilles relativement fades prennent le goût des autres ingrédients. Les Schupfnudeln peuvent être servis soit comme accompagnement, soit en plat principal.